# Meselatus leai
Meselatus leai är en stekelart som först beskrevs av Alan Parkhurst Dodd 1924.  Meselatus leai ingår i släktet Meselatus och familjen fikonsteklar. Inga underarter finns listade i Catalogue of Life.